# Kommunalwahl in der Türkei 2009
Die 14. Kommunalwahlen der Republik Türkei (türkisch: 14. Mahallî İdareler Seçimi) fanden am 29. März 2009 statt. Die Wahlberechtigten wählten dabei die Mitglieder der 81 Provinzparlamente, die 16 Großstadtbürgermeister sowie 957 Landkreisbürgermeister und 1974 Bezirksbürgermeister.

## Stimmabgabe
Wähler, die innerhalb der Grenzen einer Großstadt wohnen, haben das Recht, fünf Stimmen abzugeben:
- Bürgermeister der Großstadt (türkisch büyükşehir belediye başkanı)
- Bürgermeister der Stadt (türkisch belediye başkanı)
- Stadtrat (türkisch belediye meclisi)
- Gouvernementsparlament (türkisch il genel meclisi)
- Muhtar (dt. Dorfvorsteher)

Wähler, die innerhalb von Stadtgrenzen wohnen, haben das Recht, vier Stimmen abzugeben:
- Bürgermeister der Stadt
- Stadtrat
- Provinzparlament
- Muhtar

Wähler, die innerhalb von Dorfgrenzen wohnen, haben das Recht, zwei Stimmen abzugeben:
- Provinzparlament
- Muhtar

## Teilnehmende Parteien
Es folgt eine alphabetische Auflistung der 20 Parteien, die an den Wahlen teilnahmen:
| Emblem | Partei                        | Vorsitzender         | Emblem | Partei                     | Vorsitzender          |
| ------ | ----------------------------- | -------------------- | ------ | -------------------------- | --------------------- |
|        | Adalet ve Kalkınma Partisi    | Recep Tayyip Erdoğan |        | Anavatan Partisi           | Salih Uzun            |
|        | Bağımsız Türkiye Partisi      | Haydar Baş           |        | Barış ve Demokrasi Partisi | Mustafa Ayzit         |
|        | Büyük Birlik Partisi          | Yalçın Topçu         |        | Cumhuriyet Halk Partisi    | Deniz Baykal          |
|        | Demokrat Parti                | Süleyman Soylu       |        | Demokratik Sol Parti       | Zeki Sezer            |
|        | Demokratik Toplum Partisi     | Ahmet Türk           |        | Emek Partisi               | Abdullah Levent Tüzel |
|        | Halkın Yükselişi Partisi      | Yaşar Nuri Öztürk    |        | Hak ve Özgürlükler Partisi | Bayram Bozyel         |
|        | İşçi Partisi                  | Doğu Perinçek        |        | Liberal Demokrat Parti     | Cem Toker             |
|        | Millet Partisi                | Aykut Edibali        |        | Milliyetçi Hareket Partisi | Devlet Bahçeli        |
|        | Özgürlük ve Dayanışma Partisi | Hayri Kozanoğlu      |        | Saadet Partisi             | Numan Kurtulmuş       |
|        | Sosyaldemokrat Halk Partisi   | Ahmet Güryüz Ketenci |        | Türkiye Komünist Partisi   | Erkan Baş             |

## Wahlergebnisse

### Wahlbeteiligung
| Urnen   | Stimmabgabe | gültige Stimmen | Prozent Wahlbeteiligung | Wahlberechtigte |
| ------- | ----------- | --------------- | ----------------------- | --------------- |
| 176.456 | 40.700.111  | 39.819.245      | 84,73 %                 | 48.033.247      |

### Bürgermeister der Provinzhauptstädte

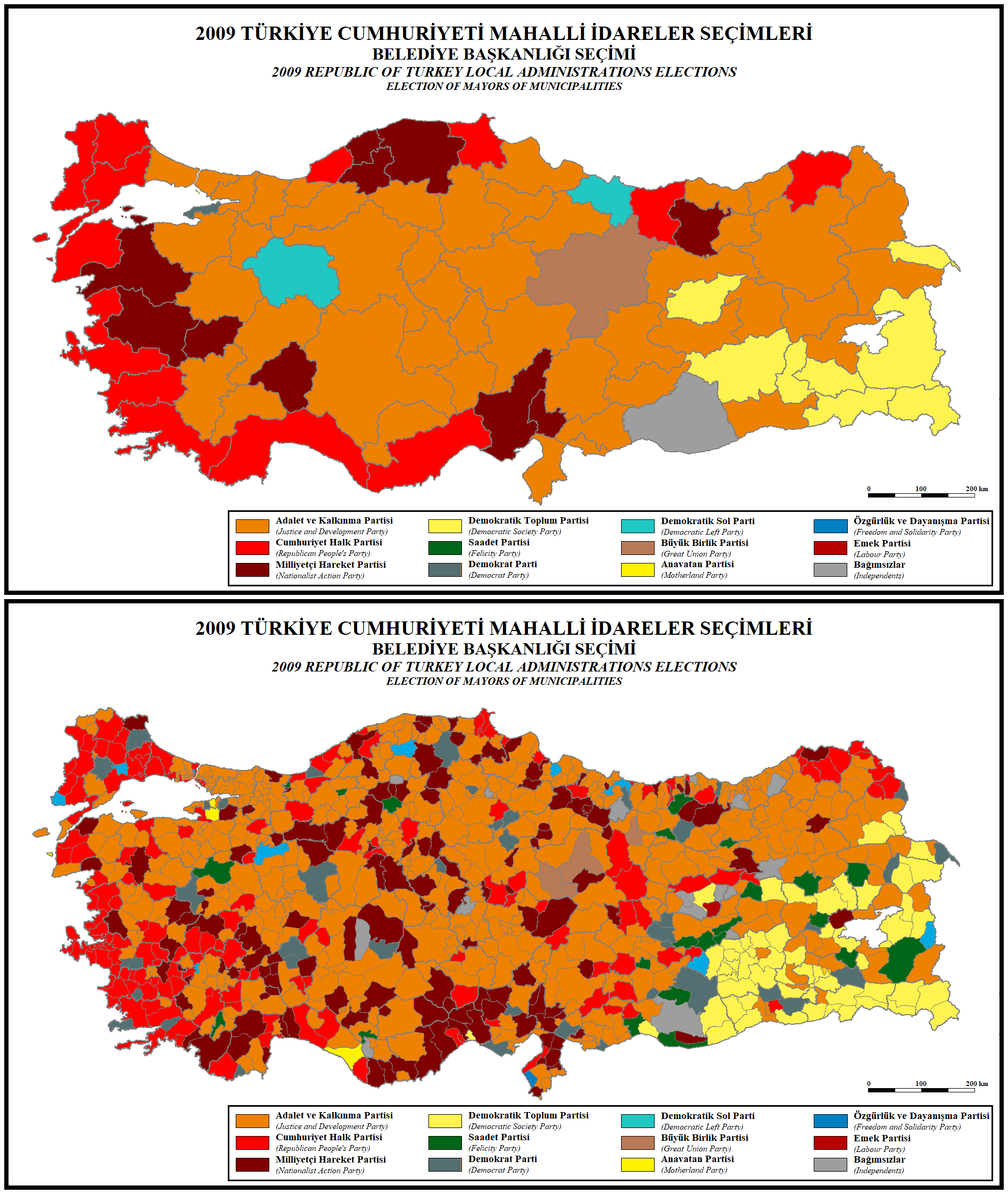
Karte der von Parteien gewonnenen Provinzen (oben) und Bezirke (unten)

Von den 20 teilnehmenden Parteien schafften es lediglich sieben eine der 81 Provinzhauptstädte zu gewinnen. In Şanlıurfa schaffte es der ehemalige Bürgermeister Eşref Ahmet Fakıbaba als einziger unabhängiger Kandidat Bürgermeister zu werden. Wie auch auf der Karte zu sehen, konzentriert sich die CHP an der Mittelmeer und Ägäisregion, die DTP im Südosten des Landes. Im Einzelnen gewannen die Parteien:
| Partei | Anzahl der Bürgermeister |
| ------ | ------------------------ |
| AKP    | 45                       |
| BBP    | 1                        |
| CHP    | 13                       |
| DP     | 1                        |
| DSP    | 2                        |
| DTP    | 8                        |
| MHP    | 10                       |
| Unabh. | 1                        |

### Landkreisbürgermeister
Neben den 81 Bürgermeistern der Provinzhauptstädte standen noch 957 Landkreisbürgermeister (tr.: İlçe) zu Wahl:
| Partei | Anzahl der Bürgermeister |
| ------ | ------------------------ |
| AKP    | 447                      |
| ANAP   | 4                        |
| BBP    | 3                        |
| CHP    | 170                      |
| DP     | 39                       |
| DSP    | 10                       |
| DTP    | 50                       |
| EMEP   | 1                        |
| MHP    | 129                      |
| ÖDP    | 1                        |
| SP     | 23                       |
| Unabh. | 15                       |

### Provinzparlamente
Es wurden die Mitglieder der 81 Provinzparlamente gewählt.
| Art                   | Zahl       |
| --------------------- | ---------- |
| Wahlurnen             | 173.748    |
| Wähler                | 43.552.931 |
| Abgegebene Stimmen    | 33.211.457 |
| Davon gültig          | 32.268.496 |
| Wahlbeteiligung       | 76,25 %    |
| Anzahl der Kandidaten | 3.208      |

### Großstadtverwaltungen

Das Wahlergebnis der 16 Großstädte

In der Türkei gibt es 16 Großstädte. Neben der Wahl eines Bürgermeisters für die einzelnen Stadtteile wurde ein Oberbürgermeister oder wörtlich übersetzt Großstadtbürgermeister gewählt. Die Ergebnisse sind:
| Stadt      | Bürgermeister         | Partei | Stimmanteil |
| ---------- | --------------------- | ------ | ----------- |
| Adapazarı  | Zeki Toçoğlu          | AKP    | 44,8 %      |
| Adana      | Aytaç Durak           | MHP    | 29,8 %      |
| Ankara     | Melih Gökçek          | AKP    | 38,5 %      |
| Antalya    | Mustafa Akaydın       | CHP    | 40,9 %      |
| Bursa      | Recep Altepe          | AKP    | 47,2 %      |
| Diyarbakır | Osman Baydemir        | DTP    | 65,1 %      |
| Erzurum    | Ahmet Küçükler        | AKP    | 56,9 %      |
| Eskişehir  | Yılmaz Büyükerşen     | DSP    | 51,5 %      |
| Gaziantep  | Asım Güzelbey         | AKP    | 53,3 %      |
| İstanbul   | Kadir Topbaş          | AKP    | 44,7 %      |
| İzmir      | Aziz Kocaoğlu         | CHP    | 56,2 %      |
| İzmit      | İbrahim Karaosmanoğlu | AKP    | 47,5 %      |
| Kayseri    | Mehmet Özhaseki       | AKP    | 61,0 %      |
| Konya      | Tahir Akyürek         | AKP    | 68,4 %      |
| Mersin     | Macit Özcan           | CHP    | 30,9 %      |
| Samsun     | Yusuf Ziya Yılmaz     | AKP    | 41,0 %      |

## Diverses
- Einige Tage vor der Wahl starb der Vorsitzende der BBP Muhsin Yazıcıoğlu bei einem Hubschrauberabsturz. Sein Tod führte dazu, dass seine Partei den Posten des Oberbürgermeisters in Sivas gewann.
- Insgesamt starben am Wahltag und den folgenden Tagen 19 Menschen. Mehr als 150 Menschen wurden verletzt.[2]
- Eine Woche vor der Wahl starb der Kandidat der AKP für das Bürgermeisteramt von Manavgat. Trotzdem wurde er erster in der Wahl. Das Amt wurde an den zweit erfolgreichsten Kandidaten vergeben.
- Unter den 81 Bürgermeistern der Provinzhauptstädte gibt es nur zwei Frauen.
- Murat Karayalçın trat aus seiner Partei der Sosyaldemokrat Halk Partisi aus, um für die CHP als Kandidat für das Oberbürgermeisteramt Ankaras in Rennen zu gehen. Karayalçın war schon einmal Oberbürgermeister in Ankara gewesen, verlor jedoch diese Wahl gegen Melih Gökçek.
- Der durch sein Vorgehen gegen Veruntreuung und Korruption bekannte CHP-Politiker Kemal Kılıçdaroğlu trat für das Oberbürgermeisteramt von Istanbul gegen Kadir Topbaş an. So wollte die CHP die sehr wichtigen Städte Ankara und Istanbul gewinnen, scheiterte jedoch daran.
- Der unabhängige Bürgermeister von Şanlıurfa Eşref Ahmet Fakıbaba trat später der Saadet Partisi bei.